# 第四艦隊事件
第四艦隊事件（日语：／ Daiyon kantai jiken */?），為1935年大日本帝國海軍進行艦隊演習時，遭遇颱風，多艘艦艇受波浪及暴風吹襲嚴重受損，造成的大規模海難。此事件與前一年發生的友鶴事件造成日後海軍造艦設計很大變革。

## 經過
1935年9月26日，為進行演習而編成的第四艦隊（臨時編成的番號）由司令長官松下元指揮出海。1935年當時氣象情報仍未趨成熟，艦隊卻在已預先得知青森縣八戶海域有強烈颱風（艦隊於暴風圈中測得中心壓力718mm水銀柱）之情況，仍於超惡劣海象下進行演習試圖檢驗船艦的耐波性，結果因風浪過大，以及艦體強度不足、設計時船艦重心過高等因素，造成近半數（41艘的19艘）演習船艦船體受創，船員45人死亡。

## 艦隊編成
- 航空母艦：鳳翔、龍驤
- 重巡洋艦：最上、三隈、妙高、那智、足柄、羽黑
- 輕巡洋艦：共七艘
- 驅逐艦：吹雪型、神風型、睦月型等多艘

## 損害
| 艦首斷裂         | 初雪、夕霧                 |
| 艦首嚴重毀損     | 睦月、菊月、三日月         |
| 艦首龜裂變形     | 最上                       |
| 艦橋壓扁         | 睦月                       |
| 前飛行甲板損傷   | 鳳翔                       |
| 艦橋毀損         | 朧、白雲、菊月、夕月、龍驤 |
| 艦體龟裂         | 曙、叢雲                   |
| 艦體中央鉚釘變形 | 妙高                       |
| 艦尾嚴重毀損     | 潮                         |

## 調查
事故調查由野村吉三郎大將為首成立調查委員會。
當時新造艦艇大量以電氣焊接方式造艦，工時較短，但強度較鉚接不足，傳統是以鉚釘固定接合，稱作「鉚接」，技術亦較純熟。
因華盛頓海軍條約，限制各國艦艇排水量，為了確保戰力，艦艇裝上過量武器，忽略艦艇適航性及結構強度，造成重心過高，波浪復原力下降。

## 相关
- 平贺让
- 藤本喜久雄